# Owego (villa)
oswego es una villa ubicada en el condado de Tioga en el estado estadounidense de Nueva York. En el año 2000 tenía una población de 3,911 habitantes y una densidad poblacional de 605 personas por km². Oswego también es la sede de condado del condado de Tioga.

## Geografía
oswego se encuentra ubicada en las coordenadas 42°6′16″N 76°15′48″O / 42.10444, -76.26333.

## Demografía
Según la Oficina del Censo en 2000 los ingresos medios por hogar en la localidad eran de $31,742, y los ingresos medios por familia eran $43,139. Los hombres tenían unos ingresos medios de $27,299 frente a los $20,268 para las mujeres. La renta per cápita para la localidad era de $17,068. Alrededor del 13.9% de la población estaban por debajo del umbral de pobreza.